# Élections à la chambre des conseillers marocaine de 2021
Les Élections à la chambre des conseillers marocaine de 2021 ont lieu le 5 octobre 2021 afin de renouveler au suffrage indirect les 120 sièges de la Chambre haute du Maroc.
Scrutin miroir des élections communales et régionales, les élections à la chambre sont marquées comme ces dernières par la défaite du Parti de la justice et du développement (PDJ) au profit du Rassemblement national des indépendants (RNI), du Parti authenticité et modernité (PAM) et du Parti de l'Istiqlal (PI). Les trois partis remportent la majorité absolue des sièges, assurant au gouvernement de coalition du Chef d'un gouvernement Aziz Akhannouch la majorité aux deux chambres du Parlement du Maroc.

## Contexte

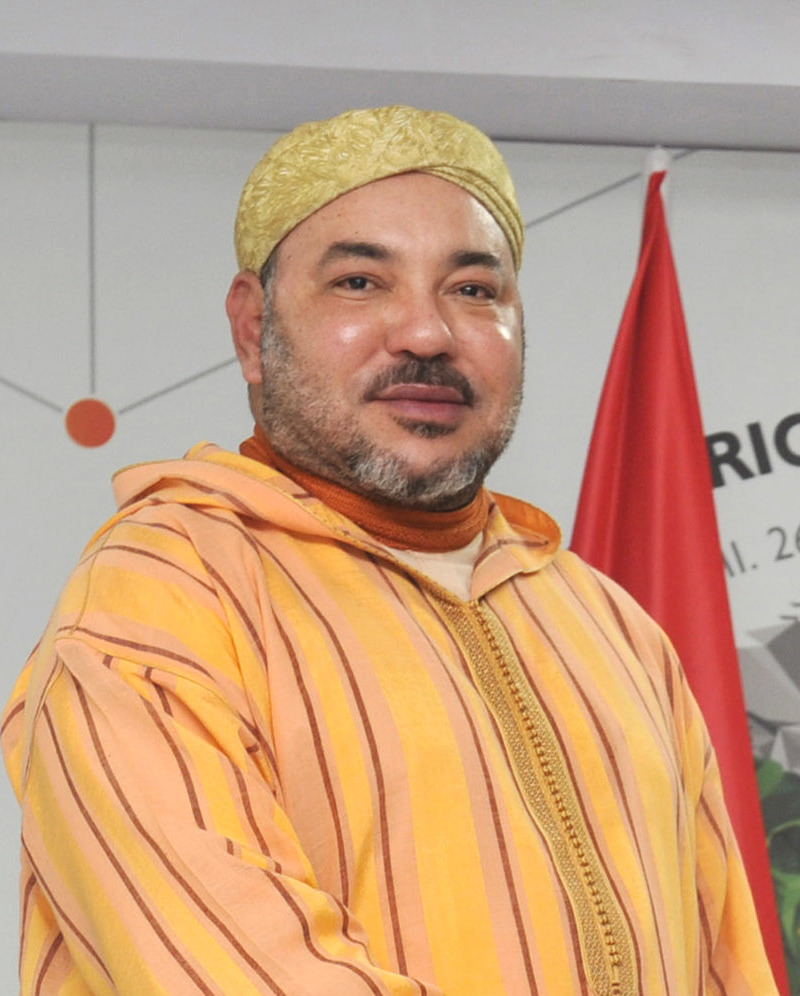
Le roi Mohammed VI.

L'année 2021 marque les 22 ans de règne du roi Mohammed VI, sous lequel sont entreprises d'importantes réformes en termes d'institutions et de droit civils, mais également une profonde désillusion au sein de la population quant aux possibilités d'évolution du pays en matières économiques et sociales, associée à un rejet de la classe politique,,. En réponse au mouvement de contestation qui prend place lors du Printemps arabe en 2011, Mohammed VI annonce une série de réformes constitutionnelles, approuvées par référendum à une écrasante majorité. La séparation des pouvoirs, l'indépendance de la justice et le poids du parlement sont renforcés, de même que les pouvoirs du chef de gouvernement qui peut désormais dissoudre la Chambre des représentants,. La Chambre des conseillers ne dispose plus du pouvoir de voter une motion de censure à l'encontre du gouvernement. Le nombre de ses membres passe de 270, élus pour neuf ans avec un renouvellement par tiers tous les trois ans, à un total de 120, renouvelés intégralement tous les six ans. Son renouvellement intervient en 2015 après une période de transition de trois ans,. Bien que réduits, les pouvoirs du souverain restent cependant très importants, le roi conservant un rôle central dans le jeu politique, au delà de ceux d'une monarchie constitutionnelle parlementaire. Le régime s'efforce par la suite de réprimer les milieux intellectuels et réformistes associés aux idées exprimées lors de la contestation,.
Le calendrier électoral est dévoilé le 10 mai 2021. Les élections interviennent moins d'un mois après les législatives, organisées pour la premières fois en même temps que les élections communales et régionales le 8 septembre 2021. Les législatives sont marquées par la défaite du Parti de la justice et du développement (PDJ) au profit du Rassemblement national des indépendants (RNI), du Parti authenticité et modernité (PAM) et du Parti de l'Istiqlal (PI), permettant au chef du RNI, Aziz Akhannouch, de devenir Chef d'un gouvernement de coalition réunissant ces trois partis. Leur victoire aux législatives s'étend également aux régionales et municipales, assurant à ces trois formations un nombre important d'élus locaux et donc de bons résultats à la chambre des conseillers.

## Système électoral

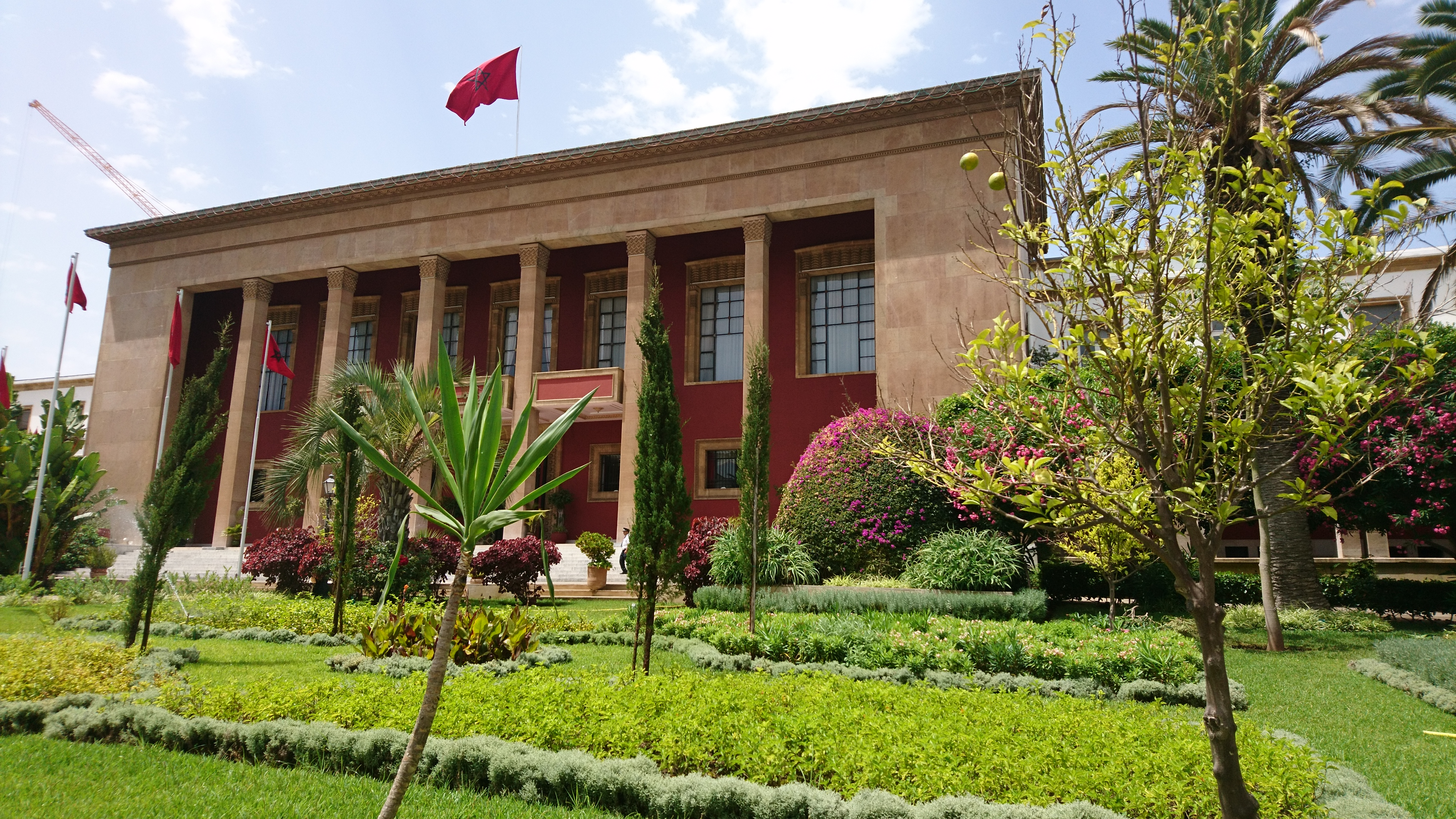
Bâtiment du parlement à Rabat.

La Chambre des conseillers est composée de 120 sièges pourvus au suffrage indirect pour un mandat de six ans,. 
Sur ce total, les trois cinquièmes, soit 72 conseillers, sont pourvus par les membres des collectivités territoriales dans le cadre des douze régions, à raison d'un tiers (24 sièges) par les conseillers régionaux, et deux tiers (48 sièges) par les conseillers communaux, provinciaux et préfectoraux,.
Les deux cinquièmes restants, soit 48 sièges, sont pourvus dans chaque région par des collèges électoraux représentants les forces professionnelles du pays. Sur ces 48 sièges, 20 sont pourvus par l'ensemble des élus régionaux des quatre chambres professionnelles de la région concernée : chambres d'agriculture, chambres de commerce, d'industrie et de services, chambres d'artisanat et chambres des pêches maritimes. 20 autres sièges sont pourvus par les membres d'un collège électoral élus à l'échelon national par les représentants des salariés. Enfin, 8 sièges sont pourvus par les membres d'un collège électoral élus par les membres des organisations professionnelles des employeurs composant la Confédération générale des entreprises du Maroc (CGEM),,.
Chacun de ces différents collèges électoraux élit les conseillers au scrutin proportionnel plurinominal selon la règle du plus fort reste, avec listes fermées sans panachage ni vote préférentiel. Lorsque le collège électoral n'a a élire qu'un seul conseiller dans sa région, le vote a cependant lieu au scrutin uninominal majoritaire à un tour,.
Tous les candidats doivent eux-mêmes être membres du seul collège électoral auprès duquel ils se présentent, et ne se présenter que pour un seul seulement. Sont frappés d'inéligibilité les citoyens ayant été naturalisés depuis moins de cinq ans, ceux ayant été condamnés à de la prison pour corruption électorale, ainsi que les membres de la Chambre des représentants, les membres du gouvernement, les présidents de régions et ceux des chambres professionnelles. Si un conseiller en fonction accepte l'un de ces mandats, ou change d'appartenance politique ou syndicale, il perd automatiquement son mandat de conseiller.
Le Président de la Chambre des Conseillers et les membres du Bureau, ainsi que les présidents des Commissions permanentes et leurs bureaux, sont élus parmi les conseillers à la représentation proportionnelle des groupes pour trois ans. Leur renouvellement intervient par conséquent à chaque début et à chaque moitié de législature.

## Organisation
Le dépôt des candidatures intervient du 24 au 27 septembre, suivi dès le lendemain de la période de campagne électorale, qui prend fin le 4 octobre à minuit.
Sur les quatre collèges électoraux, le premier est issu des récentes élections régionales et communales du 8 septembre précédent. Un total de 678 nouveaux conseillers régionaux sont ainsi chargés d'élire les 24 conseillers de leur collège. Il y a de même 33 358 élus dont 31 993 conseillers communaux et 1 365 conseillers préfectoraux pour 48 sièges de conseillers.
Un total de 2 230 représentants des Chambres professionnelles sont quant à eux chargés d'élire leur 20 conseillers sur une base régionale.
Un troisième collège est composé par les membres du patronat, représenté par la CGEM, considérée par un décret comme étant l’organisation professionnelle des employeurs la plus représentative. Ses 560 électeurs élus en interne vont se disputer 8 sièges. 
Enfin, le quatrième collège dédié aux représentants du personnel devant se départager 20 sièges comporte un total de 47 573 membres. Élus en juin dernier, une majorité de 51,35 % d'entre eux sont sans appartenance syndicale.

## Résultats
|                   |                                                        |        |               |  |  |  |  |  |  |  |
| Parti ou syndicat | Parti ou syndicat                                      | Sièges | +/-           |  |  |  |  |  |  |  |
|                   | Rassemblement national des indépendants (RNI)          | 27     | 19            |  |  |  |  |  |  |  |
|                   | Parti authenticité et modernité (PAM)                  | 19     | 4             |  |  |  |  |  |  |  |
|                   | Parti de l'Istiqlal (PI)                               | 17     | 7             |  |  |  |  |  |  |  |
|                   | Mouvement populaire (MP)                               | 12     | 2             |  |  |  |  |  |  |  |
|                   | Union socialiste des forces populaires (USFP)          | 8      | 3             |  |  |  |  |  |  |  |
|                   | Union marocaine du travail (UMT)                       | 8      | 2             |  |  |  |  |  |  |  |
|                   | Confédération générale des entreprises du Maroc (CGEM) | 8      | 8             |  |  |  |  |  |  |  |
|                   | Union générale des travailleurs du Maroc (UGTM)        | 6      | 3             |  |  |  |  |  |  |  |
|                   | Confédération démocratique du travail (CDT)            | 3      | 1             |  |  |  |  |  |  |  |
|                   | Parti de la justice et du développement (PJD)          | 3      | 9             |  |  |  |  |  |  |  |
|                   | Union constitutionnelle (UC)                           | 2      | 1             |  |  |  |  |  |  |  |
|                   | Union nationale du travail du Maroc (UNTM)             | 2      | 2             |  |  |  |  |  |  |  |
|                   | Fédération démocratique du travail (FDT)               | 1      | en stagnation |  |  |  |  |  |  |  |
|                   | Indépendants                                           | 1      | 7             |  |  |  |  |  |  |  |
|                   | Mouvement démocratique et social (MDS)                 | 1      | 2             |  |  |  |  |  |  |  |
|                   | Parti de la réforme et du développement (PRD)          | 1      | en stagnation |  |  |  |  |  |  |  |
|                   | Parti Al amal                                          | 1      | 1             |  |  |  |  |  |  |  |
|                   | Parti démocratique Al Ahd (PDAA)                       | 0      | 1             |  |  |  |  |  |  |  |
|                   | Parti du progrès et du socialisme (PPS)                | 0      | 2             |  |  |  |  |  |  |  |
|                   | Organisation démocratique du travail (ODT)             | 0      | 1             |  |  |  |  |  |  |  |
|                   | Syndicat national démocratique du travail (SND)        | 0      | 1             |  |  |  |  |  |  |  |
|                   |                                                        |        |               |  |  |  |  |  |  |  |
| Total             | Total                                                  | 120    | en stagnation |  |  |  |  |  |  |  |

## Analyse
Le scrutin est une victoire pour le Rassemblement national des indépendants (RNI), le Parti authenticité et modernité (PAM) et le Parti de l'Istiqlal (PI). Les trois partis membres de la coalition gouvernementale du Chef d'un gouvernement Aziz Akhannouch remportent la majorité absolue des sièges, leur assurant ainsi la majorité aux deux chambres du Parlement du Maroc,,.
Le PJD obtient trois sièges grâce à des voix en contradiction avec ses résultats aux élections locales. Jugés « immérités et incompréhensibles », les sièges sont rejetés par le parti, qui les qualifient de « cadeau en politique » et appelle les conseillers concernés à présenter leur démission. Sa centrale syndicale affiliée, l'Union nationale du travail au Maroc (UNTM), se dissocie notamment de cette décision.
Le 9 octobre, la nouvelle chambre élit Naam Miyara à sa présidence pour trois ans. Seul en lice, le président de l'Union générale des travailleurs du Maroc  réunit 86 voix voix pour, contre 6 bulletins nuls et 4 blancs,.